# Ziemia sandomierska
Ziemia sandomierska, Sandomierszczyzna (łac. Terra Sandomiriensis) – polska jednostka terytorialna, położona między Pilicą a Wisłą oraz między Sanem a Dunajcem. Od średniowiecza wraz z ziemią krakowską tworzyły tzw. Małopolskę. Zakres obszarowy ziemi sandomierskiej zmieniał się – wydzieliły się ziemia lubelska, ziemia łukowska, a w 1568 r. ziemia stężycka. Główna część obszaru została włączona w XIV wieku do województwa sandomierskiego.
Głównymi ośrodkami ziemi sandomierskiej były Sandomierz i Wiślica, których rejony podlegały prężnemu osadnictwu z dominującym udziałem handlu i rolnictwa.
Razem z ziemią krakowską spinała w jedną całość Małopolskę. Odrębność ziemi sandomierskiej podkreślono w testamencie Bolesława Krzywoustego, czyniąc ją jedną z dzielnic.

## Historia

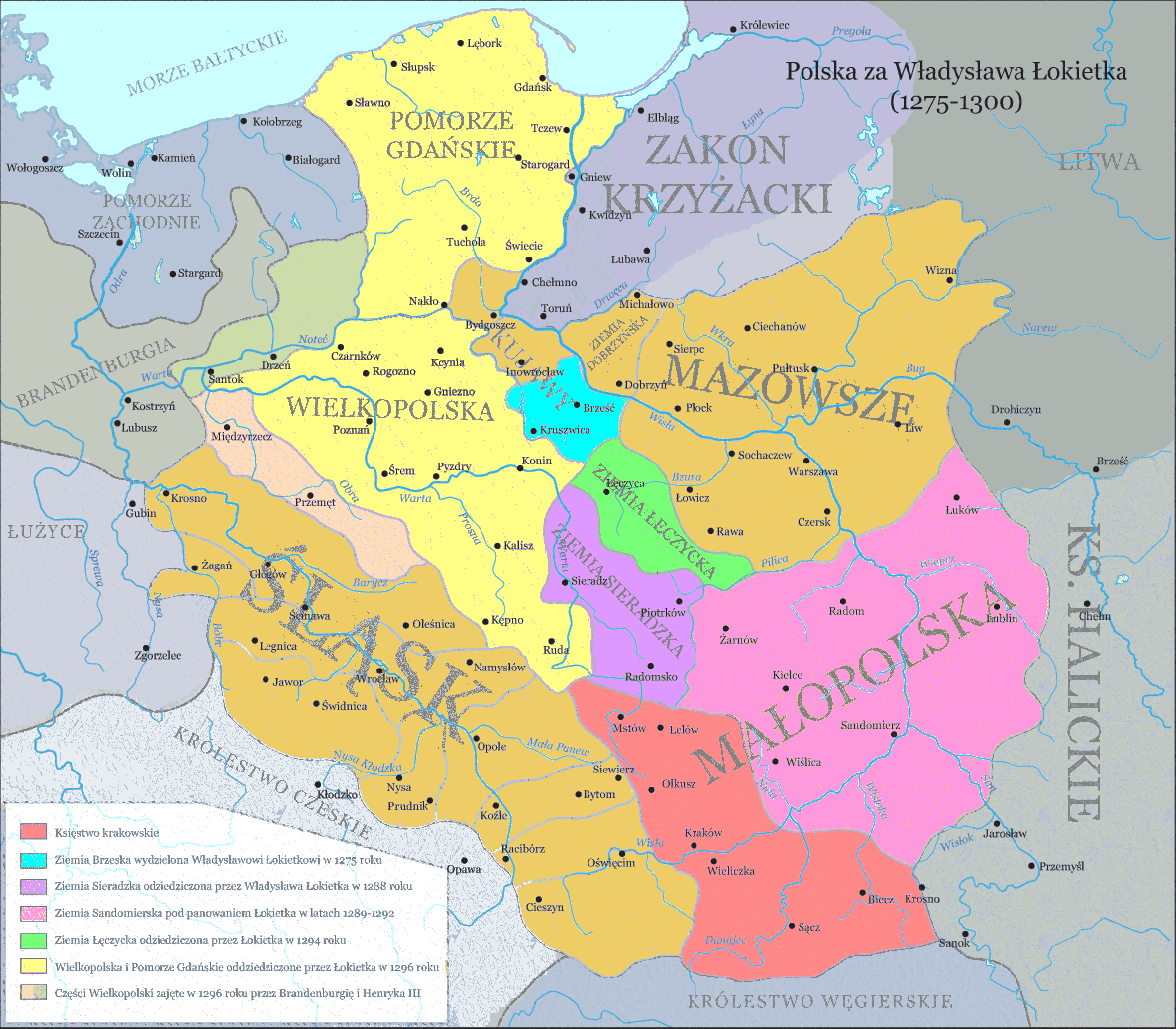
Polska za czasów Władysława I Łokietka

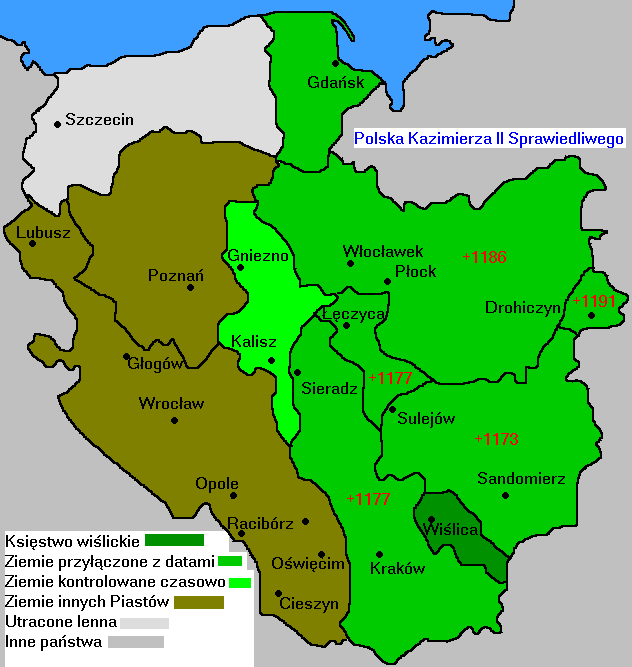
Polska za czasów Kazimierza II Sprawiedliwego

W 1138 r. rozpoczął się okres rozbicia dzielnicowego. Według ustawy sukcesyjnej Bolesława Krzywoustego ziemia sandomierska miała przypaść Henrykowi Sandomierskiemu (Księstwo sandomierskie). Jednakże z powodu jego małoletności tymczasowo władał nią senior Władysław II Wygnaniec. W 1146 r. w wyniku wojny seniora z juniorami, buntu możnych w całym państwie ziemię sandomierską przejął Henryk Sandomierski. Książę zginął w 1166 r. w zasadzce podczas wyprawy na Prusów. Henryk nie był żonaty i nie pozostawił potomstwa. Całość swojego dziedzictwa zostawił najmłodszemu bratu, nieposiadającemu jeszcze własnej dzielnicy Kazimierzowi II Sprawiedliwemu. Ostatnia wola Henryka została wykonana tylko częściowo. O losach księstwa sandomierskiego wiemy dzięki dokumentowi z 31 grudnia 1167 roku w którym zapisano

Roku 1166. Podczas panowania najjaśniejszego księcia Bolesława, Mieszka, Kazimierza umarł bez dziedzica czwarty ich brat książę Henryk. Ziemie jego zostały podzielone zostały na trzy części. Okazalsza część i siedziba jego władztwa, to jest Sandomierz przypadła starszemu bratu Bolesławowi. Także w tym roku i w tym samym dniu umarł w Chrystusie Mateusz błogosławionej pamięci biskup krakowski.

Zatem w 1166 r. Wiślica dostała się Kazimierzowi, Sandomierz – Bolesławowi, trzecia bliżej nieznana Mieszkowi III.
Na rok przed śmiercią Bolesława w 1172 r. doszło też do próby buntu części panów niezadowolonych ze zbyt silnych rządów seniora. Buntownicy na tron w Krakowie zaprosili wtedy księcia wiślickiego Kazimierza II Sprawiedliwego – przejął wtedy też należny Sandomierz. W 1173 r. Mieszko III Stary oddał Kazimierzowi resztę obszaru ziemi sandomierskiej przyznanego przez testament Henryka Sandomierskiego. Do ziemi sandomierskiej w 1173 r. przyłączono księstwo wiślickie. 
Po śmierci Kazimierza II od 1194 r. władzę nad jego dziedzictwem (w tym ziemią sandomierską) mieli regenci małoletnich Leszka i Konrada – biskup krakowski Gedko, wojewoda Mikołaj Gryfita i matka książąt Helena. Około 1200 r. bracia podzielili się ojcowizną i ziemia sandomierska przypadła Leszkowi Białemu.
Za rządów Konrada Mazowieckiego prowincja łęczycka została odłączona od dzielnicy senioralnej (w skład której wchodziła prowincja sandomierska) i jako księstwo łęczyckie przyłączona do Mazowsza w ok. 1231 r.; nieco później w 1239 r. lub 1243 r. księstwo łęczyckie utraciło na rzecz ziemi sandomierskiej trzy kasztelanie zapilickie zlokalizowane po wschodniej stronie Pilicy: małogoską, żarnowską i skrzyńską (na skutek klęsk Konrada Mazowieckiego w walce o dzielnice sandomierską i krakowską).
W 2. połowie 1289 r. Władysław I Łokietek zdołał umocnić swoje panowanie w ziemi sandomierskiej.
Władysław I został wyparty z ziemi sandomierskiej w 1292 r. przez Wacława II. W 1304 r. Władysław I Łokietek opanował gród w Wiślicy, a po śmierci Wacława II objął znów ziemią sandomierską.

## Podziały ziemi
W XIII wieku z ziemi sandomierskiej zaczęły wydzielać się ziemia lubelska i ziemia łukowska. W XIV wieku z tych 3 ziem utworzono województwo sandomierskie. W 1474 r. wraz z ziemią lubelską i łukowską wydzielono województwo lubelskie.
W 1568 r. w obrębie województwa sandomierskiego ustanowiono ziemię stężycką, obejmującą tereny na wschodnim brzegu Wisły. Tak okrojona ziemia sandomierska funkcjonowała zwyczajowo do sejmu grodzieńskiego w 1793 r., kiedy były plany ustanowienia ziemi chęcińskiej i radomskiej, a ziemię stężycką postanowiono przyłączyć do województwa lubelskiego.

## Kasztelanie
Za czasów Władysława I Łokietka po zjednoczeniu jego państwa w rozległej ziemi sandomierskiej funkcjonowało 12 kasztelanii: w Łukowie, Lublinie, Sieciechowie, Radomiu, Skrzynnie, Żarnowie, Małogoszczu, Czechowie, Wiślicy, Połańcu, Zawichoście i Sandomierzu.
Od XIV wieku kasztelani tracili na znaczeniu na rzecz powstających urzędów starosty grodowego, a w miejsce kasztelanii zaczęły pojawiać się nowe jednostki – powiaty.
W czasach Kazimierza III Wielkiego w ziemi sandomierskiej było 11 kasztelanii, z których do 2. połowy XV wieku pozostało 8 kasztelanii: jednej dużej – sandomierskiej i 7 małych: wiślickiej, radomskiej, żarnowskiej, zawichojskiej, małogoskiej, połanieckiej i czechowskiej.

## Herb
Jan Długosz zawarł opis herbu ziemi sandomierskiej w dziele z lat 1464–1480, gdzie napisał:

Sandomiriensis terra tercia in ordine, que tres pro prima parte barras glaucas et rubeas portat, in secunda triplicem ordinem stellarum, et qoulibet ordine quatuor stellas, in campo celestino defert.

Herbu tego następnie używało województwo sandomierskie z okresu I Rzeczypospolitej, województwo sandomierskie z okresu Królestwa Kongresowego oraz do 1866 roku gubernia radomska (po powstaniu styczniowym rosyjskie władze odeszły od tradycji heraldycznej regionu sandomiersko-radomskiego). Obecnie elementy herbu zostały umieszczone m.in. w herbach powiatów przysuskiego, radomskiego, sandomierskiego, szydłowieckiego i tarnobrzeskiego oraz woj. świętokrzyskiego.

## Nawiązania
Na przestrzeni wieków tworzono jednostki administracyjne nawiązujące do historycznej ziemi sandomierskiej:
- województwo sandomierskie utworzone na sejmie grodzieńskim
- województwo sandomierskie w Królestwie Polskim
- gubernia sandomierska w Królestwie Polskim
- gubernia radomska w Królestwie Polskim.

W 1939 r. planowano utworzenie województwa sandomierskiego w II Rzeczypospolitej.
Obecnie w języku potocznym ziemia sandomierska oznacza najbliższy obszar miastu Sandomierz, którego termin ma znaczenie wyłącznie geograficzne, nawiązujące do historycznej ziemi sandomierskiej, następnie do województwa sandomierskiego z Rzeczypospolitej Obojga Narodów czy też rzymskokatolickiej diecezji sandomierskiej.
Do terenu powiatu sandomierskiego nawiązuje Stowarzyszenie Lokalna Organizacja Turystyczna „Partnerstwo Ziemi Sandomierskiej” w Sandomierzu oraz wydawany w Sandomierzu magazyn społeczno-historyczny Ziemia Sandomierska.